# Murfreesboro (Carolina del Nord)
Murfreesboro è un comune degli Stati Uniti d'America, situato in Carolina del Nord, nella Contea di Hertford.